# Autonome Tibetaanse Prefectuur Garzê

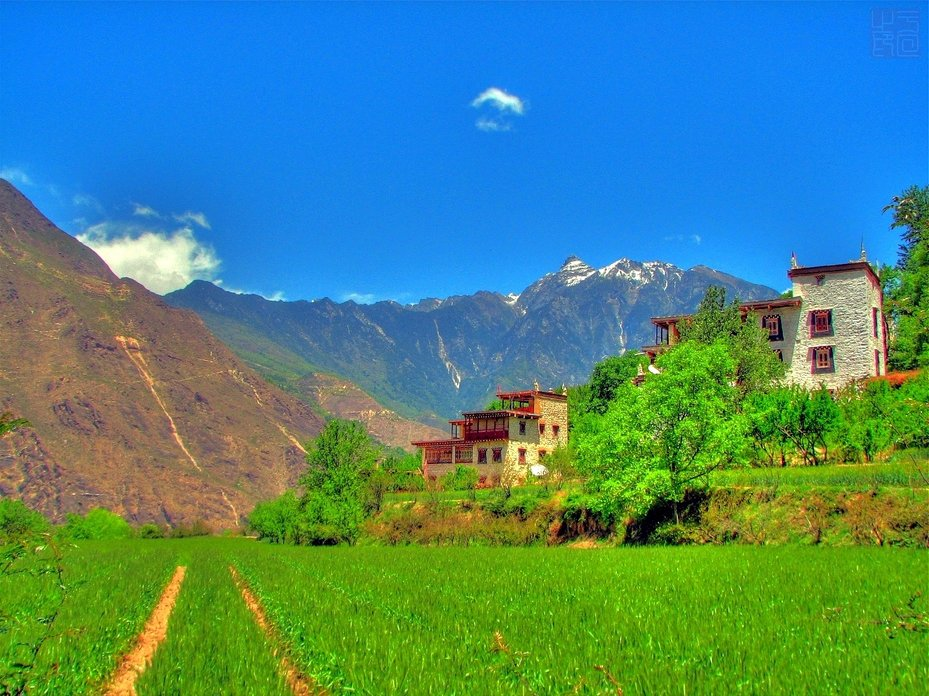
Garzê aan het einde van de lente.

De autonome Tibetaanse Prefectuur Garzê is een autonome prefectuur voor Tibetanen in de provincie Sichuan, China. De prefectuur ligt in het westen van de provincie en bestaat grotendeels uit hoogvlakten en bergen. In het verleden was Ngawa onderdeel van de historische Tibetaanse provincie Kham. De hoofdstad van de prefectuur is Kangding (Dardo in het Tibetaans). De prefectuur wordt in sommige gevallen ook aangeduid als Ganzi Tibetaans Autonome Staat en Prefectuur Gantse.

## Bestuurlijke divisies
De regio bestaat uit 18 divisies op arrondissementniveau.
| Arrondissement            | Arrondissement | Administratief centrum | Administratief centrum |
| Naam                      | Chinees        | Naam                   | Chinees                |
| ------------------------- | -------------- | ---------------------- | ---------------------- |
| Arrondissement Kangding   | 康定县         | Lucheng                | 炉城镇                 |
| Arrondissement Danba      | 丹巴县         | Zaggo                  | 章谷镇                 |
| Arrondissement Luhuo      | 炉霍县         | Xindu                  | 新都镇                 |
| Arrondissement Jiulong    | 九龙县         | Garba                  | 呷尔镇                 |
| Arrondissement Garzê      | 甘孜县         | Garzê                  | 甘孜镇                 |
| Arrondissement Yajiang    | 雅江县         | Hekou                  | 河口镇                 |
| Arrondissement Nyarong    | 新龙县         | Rulong                 | 茹龙镇                 |
| Arrondissement Dawu       | 道孚县         | Xianshui               | 鲜水镇                 |
| Arrondissement Baiyü      | 白玉县         | Jianshe                | 建设镇                 |
| Arrondissement Litang     | 理塘县         | Gaocheng               | 高城镇                 |
| Arrondissement Dêgê       | 德格县         | Goinqên                | 更庆镇                 |
| Arrondissement Xiangcheng | 乡城县         | Xambala                | 香巴拉镇               |
| Arrondissement Sêrxü      | 石渠县         | Nyongxar               | 尼呷镇                 |
| Arrondissement Daocheng   | 稻城县         | Jinzhu                 | 金珠镇                 |
| Arrondissement Sêrtar     | 色达县         | Sêrkog                 | 色柯镇                 |
| Arrondissement Batang     | 巴塘县         | Xarqung                | 夏邛镇                 |
| Arrondissement Luding     | 泸定县         | Luqiao                 | 泸桥镇                 |
| Arrondissement Dêrong     | 得荣县         | Sangmai                | 松麦镇                 |